# Howard Jones
Howard Jones (geboren als John Howard Jones in Southampton, Hampshire, Engeland op 23 februari 1955) is een Engelse zanger, keyboardist, pianist, singer/songwriter en componist.
Met name in thuisland het Verenigd Koninkrijk was hij succesvol. Hij behaalde er met tien platen de BBC Top 40, en met zes van zijn platen de top tien. Wereldwijd had hij tussen 1983 en 1992 in totaal 15 hits. Ook trad hij op zaterdag 13 juli 1985 op tijdens Live Aid in Wembley Stadium. 
In Nederland is hij bekend geworden met de hitsingle "Hide and Seek" uit 1984. Zijn grootste successen kende hij met het album Human's Lib wat hem in 1984 naar de eerste plaats liet stijgen.
Na dit album is er nog een aantal studioalbums verschenen, die commercieel minder succesvol waren. Na het eerste album zijn er nog vier studioalbums verschenen op het WEA-label, daarna richtte hij zijn eigen platenlabel op, wat hem meer vrijheid gaf. Jones heeft een eigen thuisstudio laten bouwen in zijn huis. In 2000 trad hij op als vervanger van John Miles voor de Night of the Proms-concerten in België en Nederland. In 2006 nam hij een van zijn hits "Things Can Only Get Better" op in het Simlisch, het verzonnen taaltje dat gebruikt wordt door de personages van het computerspel The Sims.
Op het album LEF uit 2006 van Nederlands dj Ferry Corsten is Jones te horen op het nummer 'Into the Dark'. Van de albums Ordinary Heroes en Engage konden fans een eigen gepersonaliseerde versie verkrijgen, via crowdfunding-acties vooraf.

## Discografie

### Albums
- Human's Lib (1984)
- The 12" Album (1984) (alleen uitgebracht in Europa en Japan)
- (Instant Replay) The 12" Album part 2 (1985) (alleen uitgebracht in Noord-Amerika)
- Dream Into Action (1985)
- One To One (1986)
- Cross That Line (1988)
- In The Running (1991)
- Greatest Hits (1992)
- Working In The Backroom (1993)
- Live Acoustic America (1996)
- Angels and Lovers (1997) (Japanse release; bevat bijna alle nummers van het album "People" aangevuld met enkele extra tracks)
- People (1997) (Europese/Amerikaanse release)
- Perform.00 (2000) (Europese release)
- The Peaceful Tour Live (2002) (livealbum)
- Revolution of the Heart (2005)
- Live In Birkenhead with Robin Boult (2007)
- Ordinary Heroes (2009)
- Engage (2015)
- Transform (2019)

### Singles (selectie)
- 1983: New Song, Pearl In The Shell, What Is Love?
- 1984: Hide and Seek, Like To Get To Know You Well
- 1985: Life In One Day, Look Mama, Things Can Only Get Better
- 1986: No One To Blame (met Phil Collins), All I Want, Little Bit Of Snow, You Know I Love You... Don't You
- 1988: The Prisoner, Everlasting Love
- 1989: What Is Love? (Europese release)
- 1991: Lift Me Up, Tears To Tell
- 1992: I.G.Y. (What A Beautiful World)(een cover van een hitje van Donald Fagen)
- 1997: Let The People Have Their Say, Tomorrow Is Now
- 2002: No One Is To Blame (nieuwe versie), Everlasting Love (nieuwe versie, Duitse release)
- 2003: Revolution of the Heart
- 2005: Just Look At You Now
- 2006: Building Our Own Future
- 2009: Soon You'll Go

Verder is er nog een aantal onofficiële singles en zgn. risk-discs geweest. Die laatste releases waren kleine 45-toeren plaatjes met interviews en speciale versies van HJ-tracks speciaal voor fanclubleden en werden na de definitieve doorbraak van de compact disc niet meer uitgegeven.

## Hitnoteringen

### Albums
| Album met eventuele hitnotering(en) in de Nederlandse Album Top 100 | Datum van verschijnen | Datum van binnenkomst | Hoogste positie | Aantal weken | Opmerkingen |
| ------------------------------------------------------------------- | --------------------- | --------------------- | --------------- | ------------ | ----------- |
| Human's Lib                                                         | 1984                  | 28-04-1984            | 32              | 5            |             |
| Dream into Action                                                   | 1985                  | 27-07-1985            | 26              | 11           |             |
| One to One                                                          | 1986                  | 01-11-1986            | 70              | 1            |             |

### Singles
| Single met eventuele hitnotering(en) in de Nederlandse Top 40 | Datum van verschijnen | Datum van binnenkomst | Hoogste positie | Aantal weken | Opmerkingen        |
| ------------------------------------------------------------- | --------------------- | --------------------- | --------------- | ------------ | ------------------ |
| What Is Love                                                  | 1983                  | 03-12-1983            | tip13           | 5            |                    |
| Hide and Seek                                                 | 1984                  | 14-04-1984            | 28              | 4            |                    |
| Life in One Day                                               | 1985                  | 13-07-1985            | 27              | 5            | Alarmschijf        |
| No One Is to Blame                                            | 1986                  | 29-03-1986            | tip9            | 6            |                    |
| Things Can Only Get Better                                    | 2013                  | 27-07-2013            | tip19           | 5            | met Cedric Gervais |

| Single met hitnotering(en) in de Vlaamse Ultratop 50 | Datum van verschijnen | Datum van binnenkomst | Hoogste positie | Aantal weken | Opmerkingen |
| ---------------------------------------------------- | --------------------- | --------------------- | --------------- | ------------ | ----------- |
| What Is Love?                                        | 1983                  | 14-01-1984            | 16              | 6            |             |
| Things Can Only Get Better                           | 1985                  | 02-03-1985            | 12              | 10           |             |
| Look Mama                                            | 1985                  | 27-04-1985            | 30              | 4            |             |
| Life in One Day                                      | 1985                  | 27-07-1985            | 30              | 6            |             |

- Bibsys: 8074175
- Biblioteca Nacional de España: XX1612891
- Bibliothèque nationale de France: cb13895728b (data)
- Gemeinsame Normdatei: 134419464
- International Standard Name Identifier: 0000 0001 1339 0544
- Library of Congress Control Number: n85361220
- MusicBrainz: 23b2cc78-7595-4630-bebb-a349a4f25262
- Nationale Bibliotheek van Tsjechië: xx0042974
- Nationale bibliotheek van Australië: 36014222
- Nederlandse Thesaurus van Auteursnamen: 071558306
- Istituto Centrale per il Catalogo Unico: MODV262017
- Système universitaire de documentation: 161776604
- Trove: 1185904
- Virtual International Authority File: 85571915
- WorldCat: E39PBJxWR8x6v4pFmCHCpwqmh3